# درة خشك (توت ندة)
درة خشك (بالفارسية: دره خشک) هي قرية تقع في إيران في قسم توت ندة الريفي. يقدر عدد سكانها بـ 11 نسمة بحسب إحصاء 2016.